# 陸戰隊人員輸送車

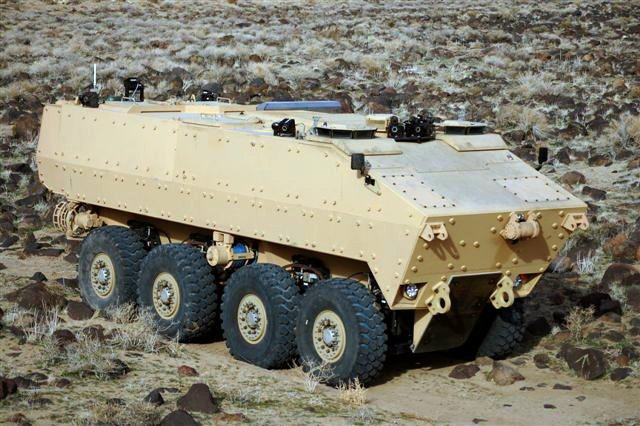
陸戰隊人員輸送車實驗車

陸戰隊人員輸送車（英語：Marine Personnel Carrier，縮寫作 ）為美軍設計之八輪裝甲車，原預計2015服役取代LAV-25裝甲車和史崔克裝甲車。在海军陆战队最初的计划中，MPC只是用于最基本的滩头展开，每两辆MPC便能运送一个齐装满员的加强班，部队在滩头展开后在再换乘其他陆用战斗车辆。
海军陆战队方面要求MPC能够搭载8至9名全副武装的队员用氣墊船運輸上岸，为他们提供完善的防护和任何地形上的高速机动能力，但随着EFV等原定用来和MPC配合的车辆預算紛紛取消，甚至JLTV都面临取消命运，陆战队不得不要求MPC增加担负在战场上作战任务所必须的机动能力和防护。这样的升级和需求改变必然导致MPC的成本增加，不过在几乎没有竞争对手的情况下，MPC在预算方面的情况反而得到了一定程度的改善。
但計劃於2013年取消，不過在2014年因兩棲作戰車而重啟研製。然而在2015年，海軍陸戰隊決定終止MPC計畫，轉而啟動ACV兩棲戰鬥車（Amphibious Combat Vehicle) 的計畫。

## 車型
- 步兵運輸車
- 指揮車
- 戰場回收車

## 外部連結
- Light Armored Vehicles on Navy.mil
- LAV-25 page on Militaryfactory.com （页面存档备份，存于）
- USMC Light Armored Vehicle (LAV) page on Olive-drab.com （页面存档备份，存于）
- USMC LAV-25 on Discovermilitary.com